# Ḥ
Ḥ (kleingeschrieben ḥ) ist ein Buchstabe des lateinischen Schriftsystems, bestehend aus einem H mit einem Punkt darunter. Er ist im Afrika-Alphabet sowie im pannigerianischen Alphabet enthalten, wird aber für keine nigerianische Sprache verwendet, sondern beispielsweise für das Kabylische, wo er den stimmlosen pharyngalen Frikativ (IPA: ħ) darstellt. Viele Menschen erzeugen diesen Laut, wenn sie Brillengläser anhauchen, um sie dann zu putzen. Stimmhaft gesprochen wird aus diesem Laut der Laut ʿAin bzw. Ajin.
Der Buchstabe wird auch in zahlreichen Transliterationsschemen verwendet. Am häufigsten ist der Buchstabe in semitischen Transliterationsschemen wie ISO 233 anzutreffen, wo er den stimmlosen pharyngalen Frikativ darstellt und z. B. das arabische ح oder das hebräische ח transliteriert. In IAST steht das ḥ für das Visarga, das den stimmlosen glottalen Frikativ, das heißt den Laut h, darstellt und fast ausschließlich am Wortende steht. Weiterhin steht der Buchstabe in ISO 9 für den kyrillischen Buchstaben Һ.

## Darstellung auf dem Computer
Unicode enthält das Ḥ an den Codepunkten U+1E24 (Großbuchstabe) und U+1E25 (Kleinbuchstabe) im Unicodeblock Lateinisch, weiterer Zusatz.